# Francisco de Aquino Corrêa

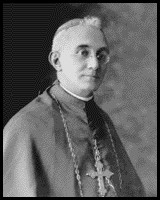
Francisco de Aquino.

Francisco de Aquino Correia (Cuiabá, 2 de abril de 1885 - São Paulo, 22 de marzo de 1956) fue Arzobispo de Cuiabá y gobernante de Mato Grosso. También destacó por sus obras literarias; fue el primer habitante de Mato Grosso que ingresó en la Academia Brasileña de Letras. 
- Datos: Q1442266
- Multimedia: Francisco de Aquino Correia / Q1442266